# Thuillier Paris
 (mars 2015).
Thuillier Paris, anciennement Thuillier Chemisier, est une entreprise française de confection créée par le maître-chemisier Robert Thuillier en 1930. Surnommée la « chemiserie des Présidents » pour avoir été au service de l'Élysée pendant plusieurs années, celle-ci a été pleinement active durant deux générations avant d'être mise en sommeil durant 13 ans. En 2011, la famille héritière a décidé d’œuvrer pour relancer l'activité de cette maison familiale.

## Histoire

### 1930: Création deThuillier Chemisier
Robert Thuillier est né à Paris en 1894. Il est élevé par sa mère qui travaille pour des couturiers parisiens, notamment en faisant des ourlets de chemises. Il aide sa mère et développe un talent pour la couture. Il est repéré par un maître-chemisier qui le prend sous son aile. Il est ensuite engagé dans la maison de luxe Sulka. Il y exerce le métier de coupeur avant d’être appelé à la guerre. À son retour de la guerre, il reprend sa place chez Sulka. Il grimpe rapidement les échelons jusqu’à être nommé responsable de l’équipe de coupeurs des ateliers de Sulka à Paris, et forme bon nombre de coupeurs de la génération suivante.
En 1930, il quitte les ateliers Sulka et crée sa propre marque : Thuillier Chemisier. La première boutique ouvre rue de Marignan, dans le Triangle d'or de Paris (dans le 8e arrondissement). À la boutique, il est aidé par ses fils Jacques (l'aîné), René et André (le cadet) ainsi que par son épouse, Gabrielle, couturière de formation. À cette époque, la famille travaille donc dans l’atelier situé à l’arrière-boutique. En 1938, après quelques années d’activité et l'obtention de son nouveau diplôme de « chemisier créateur », Robert Thuillier décide de changer d’adresse et installe une boutique dans un endroit plus discret. Celle-ci se situe désormais à l’étage d’un immeuble au 21 rue Galilée dans le 8e arrondissement de Paris.
Au lendemain de la Guerre, Robert cherche à développer la marque et s'associe avec l’une de ses connaissances[Qui ?] avant de changer à nouveau d’adresse pour s’établir dans la rue Jean-Mermoz, toujours dans le 8e arrondissement. Les années qui suivent ne sont pas prospères pour Thuillier Chemisier et la boutique fait face à plusieurs difficultés. Dans les années 1950, Robert Thuillier licencie du personnel, dont ses fils Jacques et René, puis André quelques années plus tard. Au début des années 1960, Robert Thuillier confie la gestion de la boutique à son fils André. Il s’est éteint en 1969 à l’âge de 75 ans.

### Années 1970: chemiserie des Présidents
André Thuillier met un terme à la relation professionnelle avec l’associé de la boutique[Qui ?]. Au début des années 1960, la boutique s'établit au 9 de la rue Marbeuf, la célèbre « rue des chemisiers » qui traverse le cœur du Triangle d’or de Paris. La boutique y entretient des liens de complémentarité, notamment avec le tailleur Urban qui devient un partenaire privilégié. Les trois frères s'investissent à nouveau dans l’affaire familiale.
Durant les années 1960, en plein cœur des Trente Glorieuses, l’activité devient de plus en plus importante et l’atelier de l'entreprise Thuillier commence à atteindre son seuil maximal de production. Le montage des chemises est alors confié à un atelier familial à Palluau-sur-Indre,les étapes de la coupe et du patronage restent dans l'atelier familial de la rue Marbeuf. Dans la boutique de la rue Marbeuf, Huguette Thuillier reçoit les clients et s'occupe des commandes et André travaille à l’atelier. Les étapes de broderie sont confiées à une entreprise familiale de l’Oise. Cette organisation restera la même pendant près de 40 ans. La boutique commence à proposer des accessoires pour accompagner chemises comme cravates (pochettes en soie, caleçons assortis, chaussettes et mi-bas, boutons de manchette). L'offre s'étend aux pyjamas et robes de chambre sur-mesure.
En 1974, Valéry Giscard d'Estaing, tout juste élu Président de la République française, confie la confection de ses chemises à André Thuillier,, qui devient l'adresse privilégiée de l'Élysée et au service du Président,.  En 1981, François Mitterrand fait également appel à Thuillier Chemisier lors de sa présidence, (et y reste fidèle jusqu'à sa disparition en 1996). Pendant deux septennats, plus de 195 chemises traditionnelles, 30 chemises de nuit et 30 chemises de « Soirée » sont réalisées spécialement pour lui. Toutes ses chemises étaient discrètement brodées d'une griffe avec ses initiales "FM". Certaines de ces réalisations uniques sont revendues lors d'enchères organisées en l'honneur du Président Mitterrand, lors de la Vente Tajan ou de la vente au profit de l'association de Madame Mitterrand.
En 1996, le nouveau Président élu Jacques Chirac reçoit le Président de la République d'Afrique du Sud, Nelson Mandela,, et lui offre une chemise Thuillier en cadeau,,.
En 1998, la famille Thuillier part à la retraite et décide alors de mettre la société en sommeil. Le décès prématuré d’Huguette Thuillier qui a toujours regretté l’arrêt d’activité persuade Didier Thuillier de déposer la marque "Thuillier Chemisier" à l’INPI en 2011.

### 2014: Première tentative de relance sous le nom de Thuillier Paris
En 2014, Didier Thuillier et son fils Franck décident de faire renaître l'entreprise familiale. L'année suivante, une collaboration voit le jour avec Chadi Srour, un entrepreneur diplômé d'une école de commerce. Celui-ci s'associe alors avec Franck Thuillier et prend la direction de l'entreprise qui est recréée sous le nom de Thuillier Paris.
Les dirigeants de la société ont renoué les liens avec les fournisseurs historiques et ont continué à travailler avec l'atelier de chemises de Palluau-sur-Indre ainsi que l'atelier de cravates artisanales à Paris et pour la première fois de son histoire, la marque est distribuée à l’étranger.
En avril 2018, la Maison Thuillier habille le Président de la République française Emmanuel Macron lors de sa visite officielle aux États-Unis qui y fait confectionner ses chemises sur-mesure.